# Pimelodella eigenmanniorum
Pimelodella eigenmanniorum is een straalvinnige vissensoort uit de familie van de antennemeervallen (Heptapteridae). De wetenschappelijke naam van de soort is voor het eerst geldig gepubliceerd in 1911 door Miranda Ribeiro. De soort is vernoemd naar het echtpaar Eigenmann & Eigenmann, die het geslacht Pimelodella in 1888 wetenschappelijk beschreven.